# Cathédrale de Pignerol
La cathédrale de Pignerol est une église catholique romaine de Pignerol, en Italie. Il s'agit de la cathédrale du diocèse de Pignerol.